# Plně automatické zpracování
Plně automatické zpracování (anglicky straight-through processing, STP) je proces nepřetržitého, plně automatizovaného zpracování informací. Primární data mohou být vytvořena jak automatickými systémy, tak ručním zadáváním, však jejich následný přenos a zpracování jsou plně automatické.
V užším smyslu technologie STP předpokládá, že brokerská společnost vystupuje v roli automatického zprostředkovatele mezi klienty a vnějším trhem. Klientské příkazy jsou automaticky přesměrovány k uzavření obchodů na vnějším trhu nebo na velké protistrany.

## Transakce
STP byl vyvinut pro obchodování s akciemi počátkem 90. let v Londýně pro automatizované zpracování na fondových trzích.
V minulosti provedení plateb vždy vyžadovalo manuální práci. Proces často trval několik hodin. Zároveň dodatečný zásah ze strany lidí vedl k většímu riziku chyb.
Pomocí STP mohou být transakce s penězi nebo cennými papíry zpracovány a uzavřeny téhož dne.
Z různých důvodů mohou být platby stále bez STP.

## Výhody
V případě plného zavedení, STP může správcům aktiv poskytnout výhody, jako jsou kratší doby zpracování, snížení rizik vypořádání a nižší provozní náklady.
Někteří analytici v odvětví se domnívají, že 100% automatizace je nedosažitelným cílem.
Namísto toho prosazují myšlenku zvýšení úrovní interního STP v rámci firmy a povzbuzují skupiny firem ke spolupráci na zlepšení kvality automatizace transakčních informací mezi úrovní stp. Jiní analytici se však domnívají, že STP bude dosaženo s příchodem funkční kompatibility obchodních procesů.